# Лача
Лача (рус. Лача) је језеро у Русији. Налази се на територији Архангелске области. Површина језера износи 334 km².